# Kirche von Rymättylä
Koordinaten: 60° 22′ 37″ N, 21° 56′ 32,2″ O

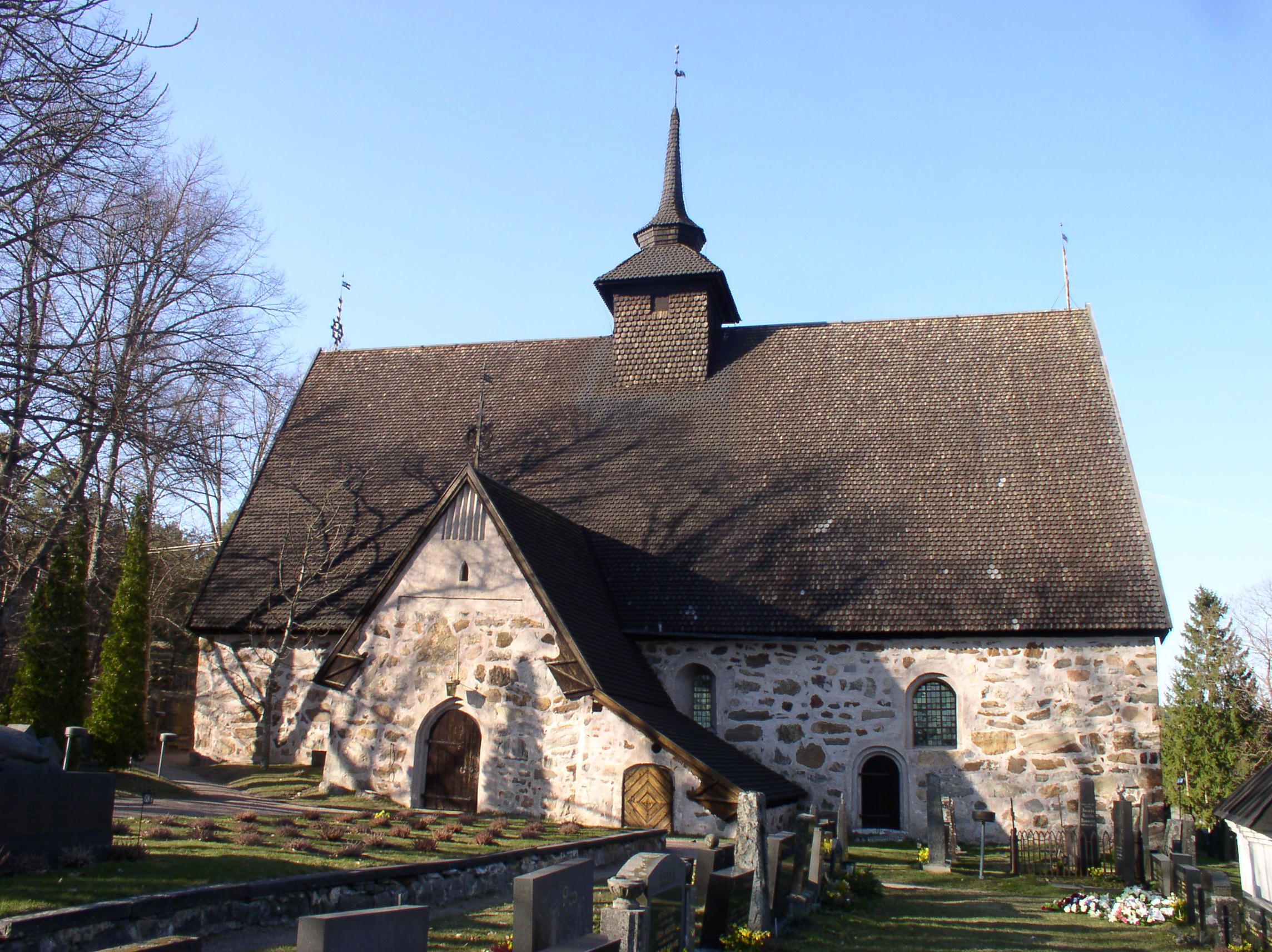
Kirche von Rymättylä

Die Kirche von Rymättylä (finnisch Rymättylän kirkko, schwedisch Rimito kyrka) ist eine mittelalterliche Steinkirche in der ehemals selbstständigen Gemeinde Rymättylä in der Stadt Naantali in Finnland. Sie wurde wahrscheinlich in den 1510er Jahren erbaut. Die Kirche wird von der evangelisch-lutherischen Gemeinde in Rymättylä genutzt und ist im Besitz des Gemeindeverbandes Naantali.
Die Kirche von Rymättylä wurde von der Finnischen Denkmalschutzbehörde als eines der national bedeutenden gebauten Kulturdenkmäler Finnlands ausgewiesen.
Auf dem Hügel oberhalb der Kirche steht ein hölzerner Glockenstapel aus dem Jahr 1769. Er verfügt über zwei Glocken, von denen die größere aus dem Jahr 1686 und die kleinere aus dem Jahr 1741 stammt. Die Totenglocken werden unter anderem um 10 Uhr geläutet, wenn der Verstorbene in die Kirche gebracht wird, und die Abendmahlsglocken samstags um 18 Uhr, um den Beginn der heiligen Zeit zu markieren. Im Frühjahr 2019 wurde das Glockengeläut ersetzt, da es nicht mehr zu reparieren war. Das vorherige System stammte aus den 1980er Jahren.
Die Kirche ist nach dem Heiligen Jakob benannt.
Die Kirche ist im Sommer jeden Tag von 12 bis 16 Uhr geöffnet. In der Kirche finden beim sonntäglichen Gottesdienst um 10 Uhr 350 Personen Platz.

## Geschichte
Die Gemeinde Rymättylä wurde erstmals 1335 erwähnt. Die Steinkirche wurde zu Beginn des 16. Jahrhunderts erbaut, und die ersten Kalkmalereien wurden zu Beginn desselben Jahrhunderts angefertigt. Der Chor der Kirche wurde zwischen 1927 und 1928 restauriert, wobei unter anderem auch die Kalkmalereien und Skulpturen wiederhergestellt wurden. Die Sakristei wurde bereits Anfang des 14. Jahrhunderts an die damals vorhandene Holzkirche angebaut und ist der älteste Teil der Kirche.
Die Kirche war vor der Reformation eine Wallfahrtskirche, von der aus Pilgerfahrten nach Spanien unternommen wurden.

## Ausstattung
Die Steinkirche von Rymättylä ist in ihrem mittelalterlichen Aussehen gut erhalten geblieben. Auch der Stil des Kircheninneren wurde bei den Restaurierungsarbeiten in den 1920er Jahren erhalten. Seine Gemälde, Kunstwerke und Einrichtungsgegenstände weisen Merkmale der Renaissance auf. Eine Besonderheit der Jakobuskirche besteht darin, dass die Westseite der Kirche, die an einem Hang gebaut wurde, fast drei Meter niedriger ist als die Ostseite. Das einflügelige, dreischiffige Kirchenschiff ist mit einem sternförmigen Ringgewölbe bedeckt. Das Gemälde in der Chorempore stammt aus dem frühen 16. Jahrhundert und enthält Merkmale der Renaissance. Unter dem großen Gemälde des Jüngsten Gerichts sind zwölf Apostel zu sehen. Die Gemälde an den Wänden beziehen sich hauptsächlich auf die Geschichte der Passion Christi. Die Kirche verfügt über zahlreiche mittelalterliche Skulpturen, von denen drei den Schutzpatron der Kirche, Jakobus den Älteren, darstellen. Zu der weiteren mittelalterlichen Ausstattung gehört ein Taufbecken. Die barocke Kanzel, die nach der Reformation notwendig geworden war, stammt aus dem 17. Jahrhundert (sie wurde im Jahr 1853 gebaut) und die Kirchenbänke aus den 1830er Jahren. In der Kirche gibt es drei Kerzenkronleuchter aus den Jahren 1600 bis 1800. Die erste Orgel bekam die Kirche im Jahr 1767. Die heutige Orgel, die 18 Register hat, wurde im Jahr 1958 in Kangasala gebaut. Eine Standuhr, die im Chor steht, wurde der Kirche im Jahr 1853 geschenkt.
Der Glockenturm auf dem hohen Felsen im Westen der Kirche ist ein in Schweden üblicher Glockenturmtyp, bei dem der hohe Stab, der den Glockenturm trägt, durch einen Bretterverschlag geschützt ist. Die heutige Form des Glockenturms stammt wahrscheinlich aus einer Renovierung Anfang der 1760er Jahre.